# آگوئینالدو براگا
آگوئینالدو براگا (به پرتغالی: Aguinaldo Braga de Jesus) مدافع یا هافبک اهل برزیل است که در شهر Moeda و در تاریخ ۹ اوت ۱۹۷۴ به دنیا آمده‌است.
آگوئینالدو براگا در تیم‌های فوتبال América Mineiro سابقهٔ حضور دارد.